# نسيم مقيدش
نسيم مقيدش هو لاعب كرة قدم كندي في مركز الدفاع، ولد في 3 أبريل 2000 في مدينة الجزائر في الجزائر. لعب مع شبيبة القبائل.

## وصلات خارجية
- نسيم مقيدش على موقع قاعدة بيانات كرة القدم.إي يو (الإنجليزية)
- نسيم مقيدش على موقع Soccerway.com (الإنجليزية)